# Keilschwanzloris

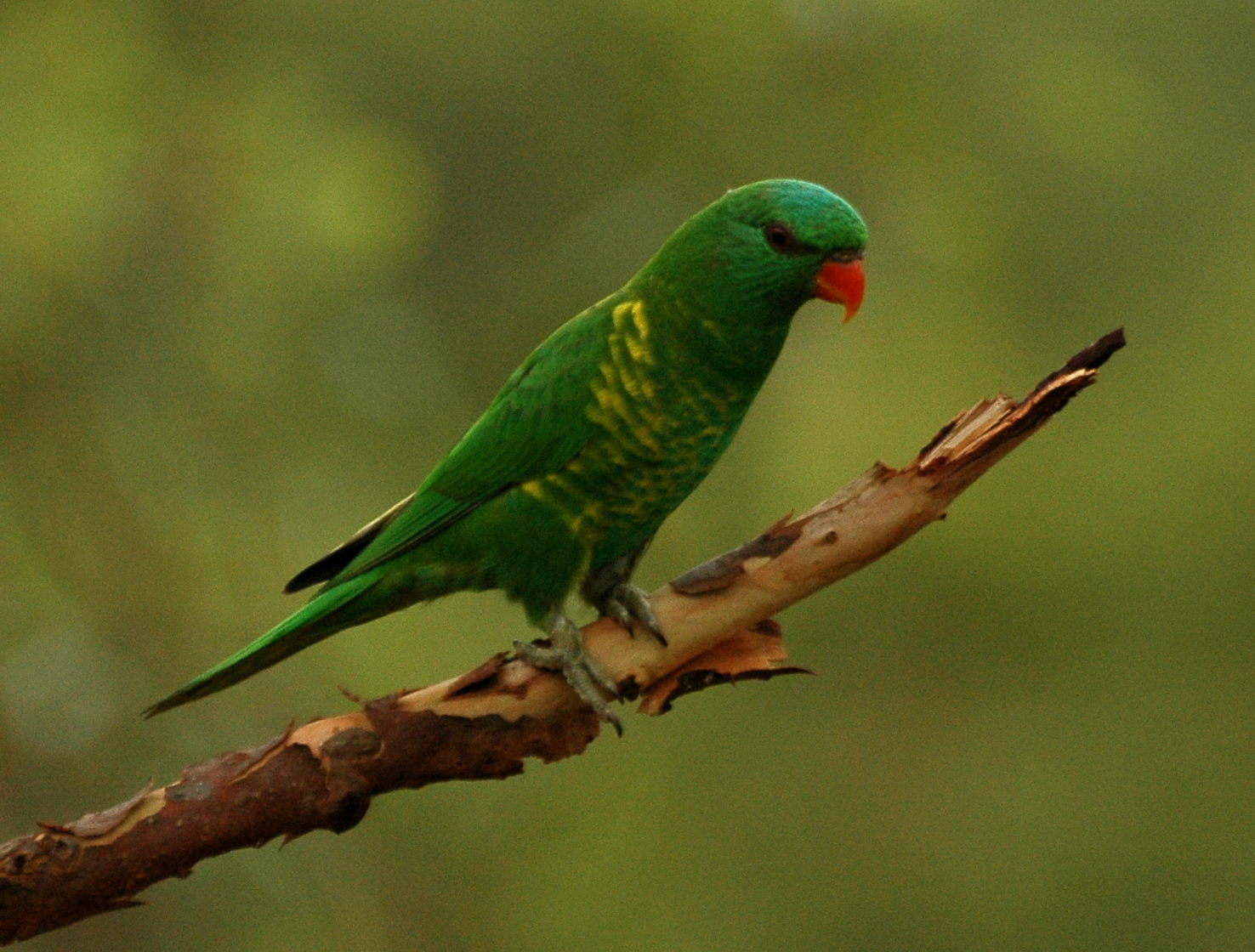
Schuppenlori
(Trichoglossus chlorolepidotus)

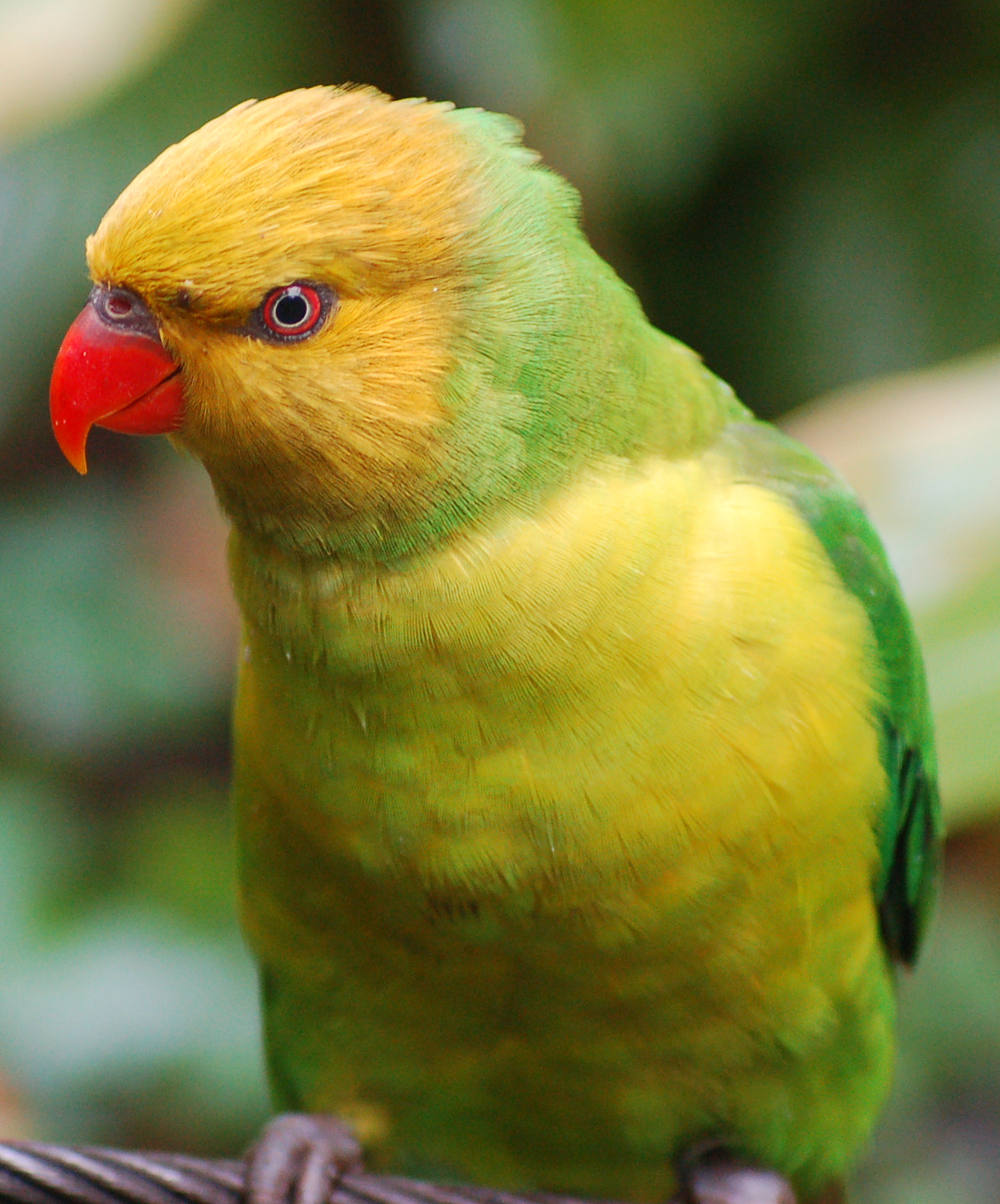
Gelbkopflori
(Trichoglossus euteles)

Keilschwanzloris (Trichoglossus), gelegentlich auch Allfarbloris genannt, sind eine Gattung der Unterfamilie der Loris. Zu den bekanntesten und farbigsten Arten zählt der Regenbogenlori.

## Merkmale
Wie alle Loris weisen sie ein dichtes glänzendes Gefieder auf und sind häufig sehr farbenprächtig. Bei den Vertretern dieser Gattung handelt es sich um kleine bis mittelgroße Loris mit keilförmigen Schwänzen. Diese setzen sich aus schmalen, zugespitzten Steuerfedern zusammen. Abweichend von einigen anderen Gattungen der Loris findet sich bei ihnen im Bereich der Unterschnabelbasis kein unbefiederter Bereich. Es besteht kein Geschlechtsdimorphismus. Jungvögel gleichen den adulten Vögeln, haben aber noch spitz zulaufende Schwung- und Steuerfedern.

## Lebensweise und Vorkommen
Keilschwanzloris sind Vögel der Wipfelregion und suchen nur sehr selten den Boden auf. Sie ernähren sich wie alle Loris von Nektar, Pollen und weichen Früchten. Die Gattung hat ein sehr großes Verbreitungsgebiet. Es reicht von Sulawesi und den Großen Sunda-Inseln über Neuguinea und die benachbarten Inseln bis in den Norden und Osten Australiens, die Salomon-Inseln, Neukaledonien und Mikronesien.

## Arten
Zur Gattung der Keilschwanzloris gehören die folgenden Arten:
- Kirschlori (Trichoglossus rubiginosus (Bonaparte, 1850))
- Schuppenlori (Trichoglossus chlorolepidotus ([[Heinrich Kuhl|Kuhl]], 1820))
- Allfarblori (Trichoglossus haematodus (Linnaeus, 1771))
- Gelbnackenlori (Trichoglossus rosenbergii Schlegel, 1871)
- Regenbogenlori (Trichoglossus moluccanus (Gmelin, 1788))
- Rotnackenlori (Trichoglossus rubritorquis Vigors & Horsfield, 1827)
- Gelbkopflori (Trichoglossus euteles ([[Coenraad Jacob Temminck|Temminck]], 1835))
- Gelbbrustlori (Trichoglossus capistratus (Bechstein, 1811))
- Weberlori (Trichoglossus weberi (Büttikofer, 1894))
- Forstenlori (Trichoglossus forsteni Bonaparte, 1850)

Vier weitere, bis 2020 ebenfalls zur Gattung Trichoglossus gehörende Loriarten, werden seitdem in die neu eingeführte Gattung Saudareos geführt. Dabei handelt es sich um den Schmucklori (S. ornatus), den Sulalori (S. flavoviridis), den Mindanaolori (S. johnstoniae) und den Sulawesilori (S. meyeri).